# Para-Ordnance
Para-Ordnance je kanadsko orožarsko podjetje s sedežem v Torontu. 

## Pregled
Para-Ordnance je postalo svetovno znano podjetje, ko je kot prvo na svetu začelo izdelovati kopije pištole Colt M1911, skonstruirane tako, da je lahko uporabljala dvoredne okvirje za naboje velike kapacitete. Poleg takih pištol podjetje ponuja tudi kopije Colta z uporabo navadnega enorednega okvirja.
Danes podjetje izdeluje pištole za potrebe oboroženih sil, varnostnih organov in za civilni trg. Poleg izdelave pištol z enojnim delovanjem sprožilca, je podjetje patentiralo tudi sistem, imenovan LDA (Light Double Action). Pištole izdelane na ta način imajo samo dvojno delovanje sprožilca, poseben patent pa omogoča manjšo potrebno silo za akcijo kladivca. Svoje pištole izdelujejo za naboje .45 ACP, .40 S&W, 9mm ter .38 super.
V tekmi za osvojitev športnih strelcev so v podjetju sponzorirali tudi profesionalnega strelca discipline IPSC Todda Jarretta.